# Schöngeising
Schöngeising est une commune de Bavière (Allemagne), située dans l'arrondissement de Fürstenfeldbruck, dans le district de Haute-Bavière.

## Curiosités touristiques

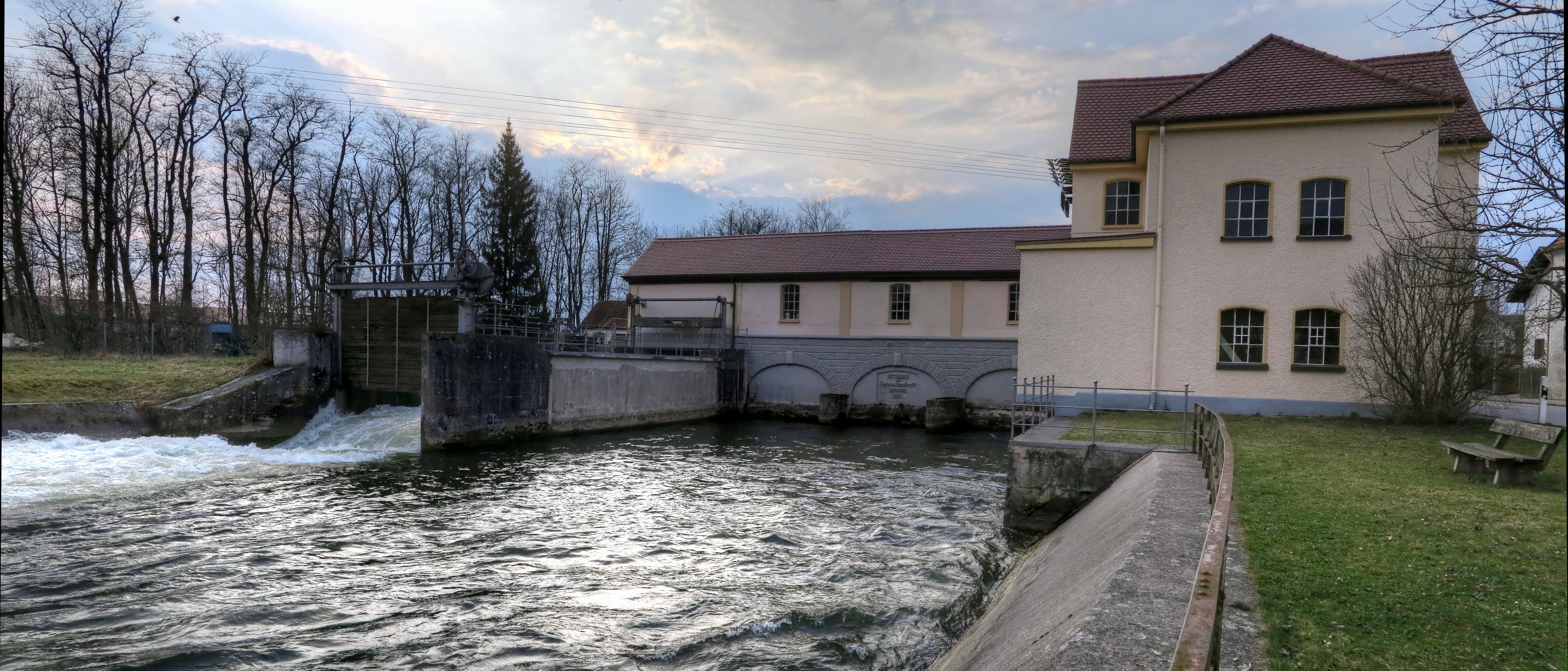
Centrale hydroélectrique sur l'Amper

- Schöngeising possède l'une des premières centrales hydroélectriques d'Allemagne. Elle a été aménagée en 1891-92 selon un projet d'Oskar von Miller et est classée au patrimoine de Bavière. Elle est aujourd'hui exploitée par les services intercommunaux de Fürstenfeldbruck. Le courant de la rivière Amper actionne trois turbines Francis (1911, 1922 et 1927), lesquelles entraînent une ou deux génératrices (1922 et 1927), au gré des régimes saisonniers.

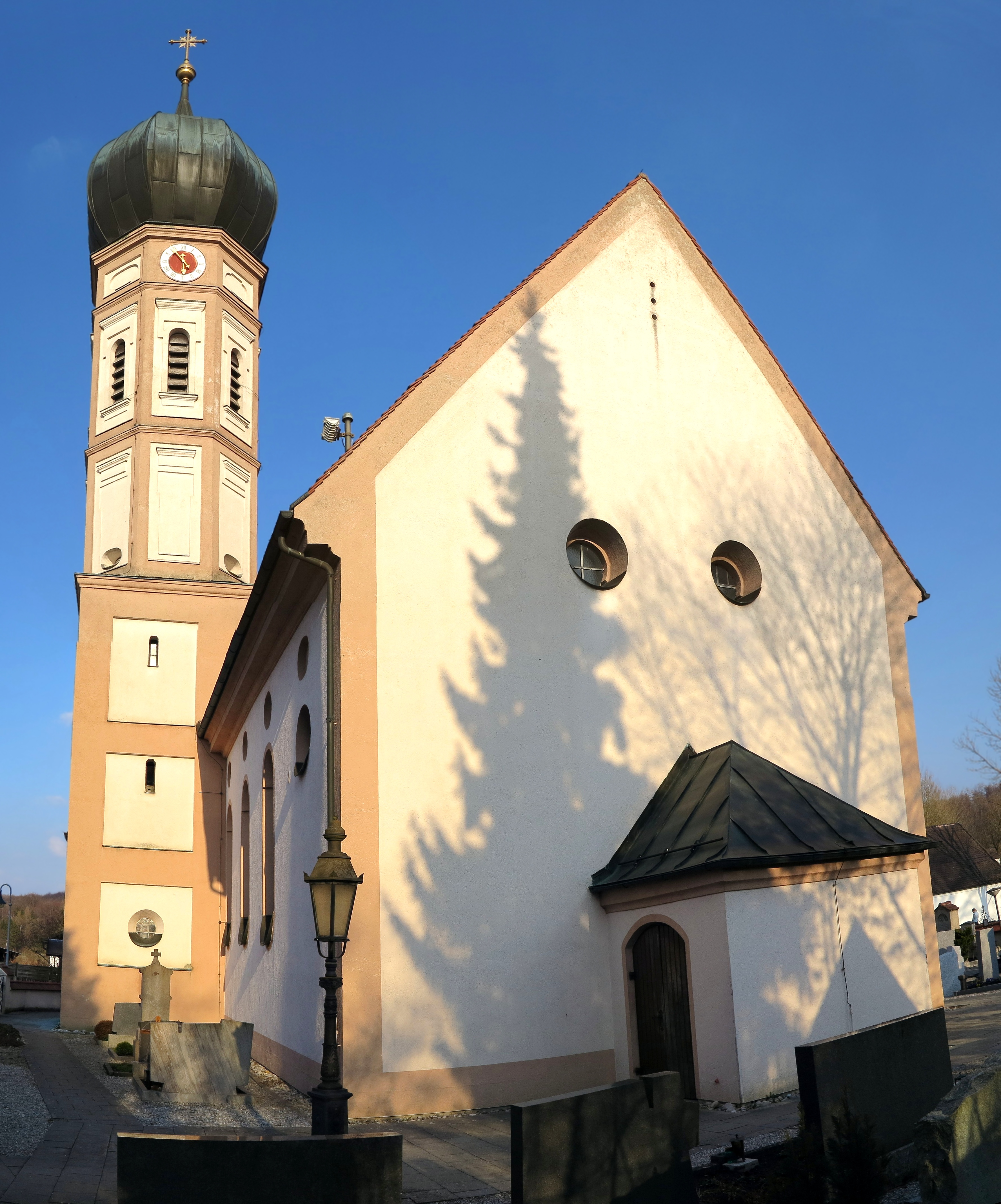
L'église Saint Jean-Baptiste.

- Une Tour de transmission de Deutsche Telekom de type FMT 12 (au sens de la classification de Deutsche Funkturm) haute de 144 m .

- Sur le territoire communal, subsistent les ruines d'un château fort, le Sunderburg.

- À l'est du bourg se trouve l'église Saint Jean-Baptiste, consacrée en 1709 car sa nef baroque à chœur tripartite, prolongée par une sacristie sur deux étages, et sa tour nord coiffée d'un clocher à bulbe ont dû être reconstruites entre 1683 et 1699. L'ancienne église Saint-Jean le Baptiste, signalée dans les sources dès le Xe siècle, était romane, avec des ajouts gothiques postérieurs. Le peintre munichois G. Lachner , outre la fresque Jean le Baptiste au Jourdain (1861), a décoré la croisée et le transept, de tableaux représentant l'un Saint Joseph, l'autre la réception de Marie immaculée. L'enceinte comporte un cimetière. La maison paroissiale attenante date de 1993.

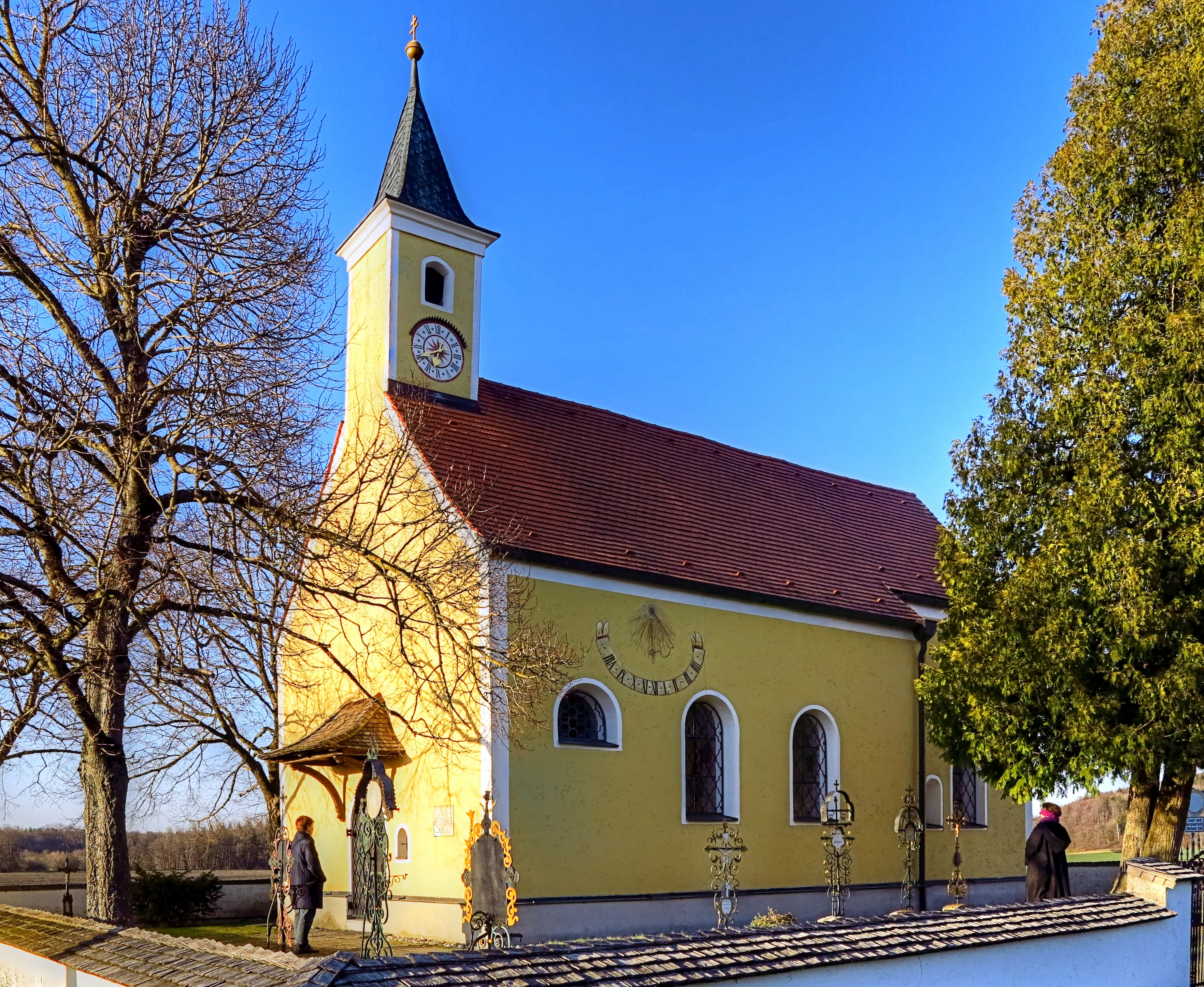
L'église Saint-Vit de Zellhof

- Il y a, au bout d'un véloroute longeant l'Amper et menant à l'abbaye de Fürstenfeld, une chapelle romane du XIIIe siècle à l'est du village, la chapelle Saint-Vit de Zellweg. L'édifice, remanié dans le style baroque, est entouré d'un muret. Le cimetière comporte des tombes de toutes les époques. Cette chapelle a été réparée entre 1971 et 1975, puis en 1993.